# Holguín
Holguín (olˈɣin) è un comune di Cuba, capoluogo della provincia omonima. Degna di nota la Cattedrale di Sant'Isidoro.

## Storia
Fu fondata nel 1525 dal capitano spagnolo Francisco García Holguín, col nome di San Isidoro de Holguín.
Con lo sviluppo turistico di Cuba degli anni novanta, la città e le spiagge del suo territorio sono diventate meta di turisti provenienti da vari continenti.
Tra le sue spiagge spicca in particolare quella di Guardalavaca, divenuto uno dei poli turistici più importanti del paese grazie alla capacità alberghiera di cui è dotata e di un aeroporto internazionale relativamente vicino.

## Infrastrutture e trasporti

### Aeroporto
La città è dotata di un aeroporto internazionale con destinazioni dirette soprattutto da Canada, Germania, Paesi Bassi e Italia.